# Országos Magyar Méhészeti Egyesület
Az Országos Magyar Méhészeti Egyesület, rövidítve: OMME 1879 óta működő magyar egyesület.

## Története
Göndöcs Benedek apát, aki már 1873 őszén megalapította a békésgyulai méhészeti egyesületet, 1873. október 2-án ugyanott kiállítást rendezett és méhészpavilont létesített, mely 1877. május 1-jén ünnepélyesen megnyílt. Országgyűlési képviselő korában Kriesch János műegyetemi tanárral és néhány más szakemberrel azon fáradoztak, hogy a központban egy országos jellegű méhészegyesületet létesítsenek. 1879 tavaszán felhívást bocsátottak ki, melyben az ország méhészeit az Országos Magyar Méhészeti Egyesület megalapítására hívták fel. Az egyesület azon év december 6-án megtarthatta első rendes közgyűlését és hat hétre rá megindította szakközlönyét, Méhészeti Lapok címén, Kriesch János szerkesztése alatt, akinek halála után 1888-ban Tanos Pál lett a szerkesztő. 
1884-től német szakközlönyt indítottak Blätter für Bienenzucht címmel, melyet eleinte szintén Kriesch, majd Kühne és Binder szerkesztettek. Később az egyesületi közlönyök Magyar Méh és Ungarische Biene címen jelentek meg, az első Binder Iván, a másik Kühne Ferenc szerkesztésében. Az egyesület 1882-ben Budapesten, 1883-ban Békésgyulán, 1885-ben az országos kiállítás alkalmából Budapesten méhészeti kongresszust tartott. Az 1887. évi székesfehérvári kongresszuson előkészítette a német-osztrák és magyar méhészek XXXVII. vándorgyűlését, mely az iparcsarnokban rendezett nagyobb szabású méhészeti kiállítással volt egybekapcsolva. Részt vett az egyesület az 1890. évi bécsi mezőgazdasági kiállításon és a millenniumi kiállítás méhészeti részének méltó képviselete érdekében igen üdvös működést fejtett ki.

## A 21. században
2016. áprilisában ismét elnökké választották Bross Pétert, aki már 2004 és 2012 között is az OMME elnöke volt.

## Külső hivatkozások
- Az Országos Magyar Méhészeti Egyesület honlapja